# Bitwa przy mierzei Tendra
Bitwa przy mierzei Tendra – bitwa morska, która miała miejsce w dniach 8-9 września 1790 roku (28-29 sierpnia według kalendarza juliańskiego), w trakcie wojny rosyjsko-tureckiej 1787-1792. Tendra (Kosa Tendrowska) jest wyspą w północno-zachodniej części Morza Czarnego, położoną u wybrzeża Ukrainy.
We wrześniu 1790 r. rosyjska eskadra dowodzona przez admirała Fiodora Uszakowa zaatakowała w rejonie Kinburn turecką eskadrę kapudana Hasana Paszy. Po pierwszych salwach Turkom udało się odpłynąć, następnego dnia jednak Rosjanie ponownie dopadli przeciwnika, otwierając ogień z dział. Dwa okręty tureckie zatopiono, jeden zdobyto. W wyniku kilkugodzinnej walki, kilka mniejszych jednostek tureckich zostało zniszczonych.
Bitwa zmusiła Turków do zdjęcia blokady Dunaju. W rezultacie bitwy flota rosyjska zabezpieczyła sobie panowanie na Morzu Czarnym w kampanii 1790 roku.

## Przebieg
Na początku sierpnia 1790 armia rosyjska przeszła do natarcia na twierdze tureckie. Eskadra kontradmirała Fiodora Uszakowa otrzymała zadanie eskortowania flotylli wiosłowej z Limanu Dniestru do ujścia Dunaju. Rankiem 8 września eskadra rosyjska pod dowództwem kontradmirała Fiodora Uszakowa w składzie: 10 okrętów liniowych, 6 fregat, 1 bombarda, 20 okrętów pomocniczych, 830 dział, szła w szyku trzech kolumn morskich i rozpoznała stojącą na kotwicowisku eskadrę turecką w składzie: 14 okrętów liniowych, 8 fregat, 23 okręty pomocnicze, 1400 dział, pod dowództwem kapudana Husejna Paszy. Admirał Uszakow nie przegrupowywał eskadry z szyku marszowego w szyk bojowy, lecz śmiałym manewrem okrętów awangardy eskadry rosyjskiej pod swoim dowództwem (1 okręt liniowy i 3 fregaty) uderzył niespodziewanie na okręty tureckie. Awangarda zaatakowała główne siły eskadry tureckiej i ogniem artylerii okrętowej zmusiła do odwrotu eskadrę turecką, która wycofała się w stronę ujścia Dunaju. Uszakow zmusił Turków do podjęcia walki. W ostrzale artyleryjskim eskadra rosyjska uszkodziła 4 okręty tureckie w tym okręt flagowy, który odpłynął z akwenu bitwy, a za nim podążyły pozostałe okręty eskadry. Z nastaniem ciemności eskadry straciły kontakt i stanęły na kotwicach. Rankiem 9 września bój został wznowiony. Pod wpływem natarcia rosyjskiego eskadra turecka odchodziła w kierunku Bosforu. Rosjanie opanowali jeden okręt liniowy, zatopili 2 okręty i kilka okrętów pomocniczych. Straty tureckie wyniosły 1300 zabitych i rannych oraz 700 jeńców. Po stronie rosyjskiej poległo 21 ludzi a 25 odniosło rany.